# スピクリペウス
スピクリペウスはアメリカ・モンタナ州のジュディスリバー累層から発見されたケラトプス類に属する恐竜。白亜紀後期カンパニアン期（約7600万年前）に生息した。フリルには既知の属とは全く異なり、部分により横に広がったり外側に向いたり内側に向いたりする特徴的なホーンレットがあった。

## サイズおよび識別形質

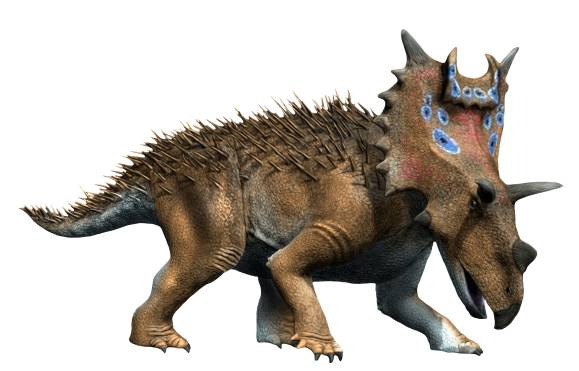
生体復原図

スピクリペウスは全長約4.5m、体重は3-4ｔと推定される。
スピクリペウスのしわくちゃの鼻骨は前上顎骨後部の構造の側面に接しており、カスモサウルス亜科の中でも特異である。また、発達した上眼窩角と六つのホーンレットを併せ持っている点でも特殊である。第一および第二対の縁後頭骨はフリルの前面に触れるほどまでに内側にカールしており、第三のそれは外側に向かって尖っている。
これによってジュディケラトプス、メルクリケラトプスのような他のジュディスリバー累層産のカスモサウルス亜科とスピクリペウスは、容易に見分けがつく。しかしながら、ジュディスリバー累層から見つかっているケラトプス類ケラトプス・モンタヌスおよびカナダのダイナソーパーク累層産のペンタケラトプス・アクイロニウス（いずれも疑問名）は形態的にスピクリペウス・シッポルムに類似しており、これら三種は恐らく正しくは単一の種にまとめられるとされている。しかしC.モンタヌスにしろP.アクイロニウスにしろ、ホロタイプの保存状態が悪すぎるため詳しく比較分析することは難しい状況である。

## 種

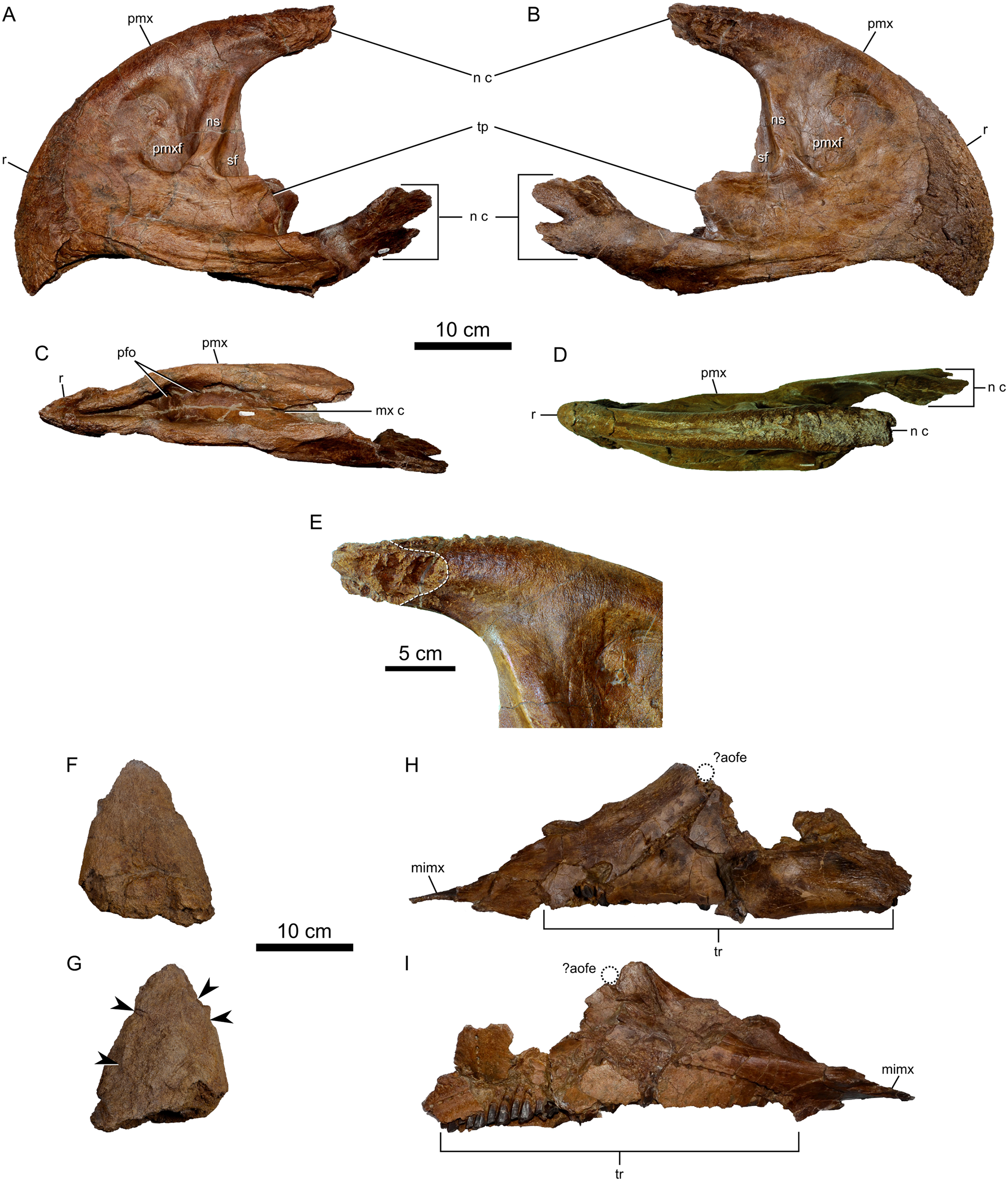
鼻面の要素

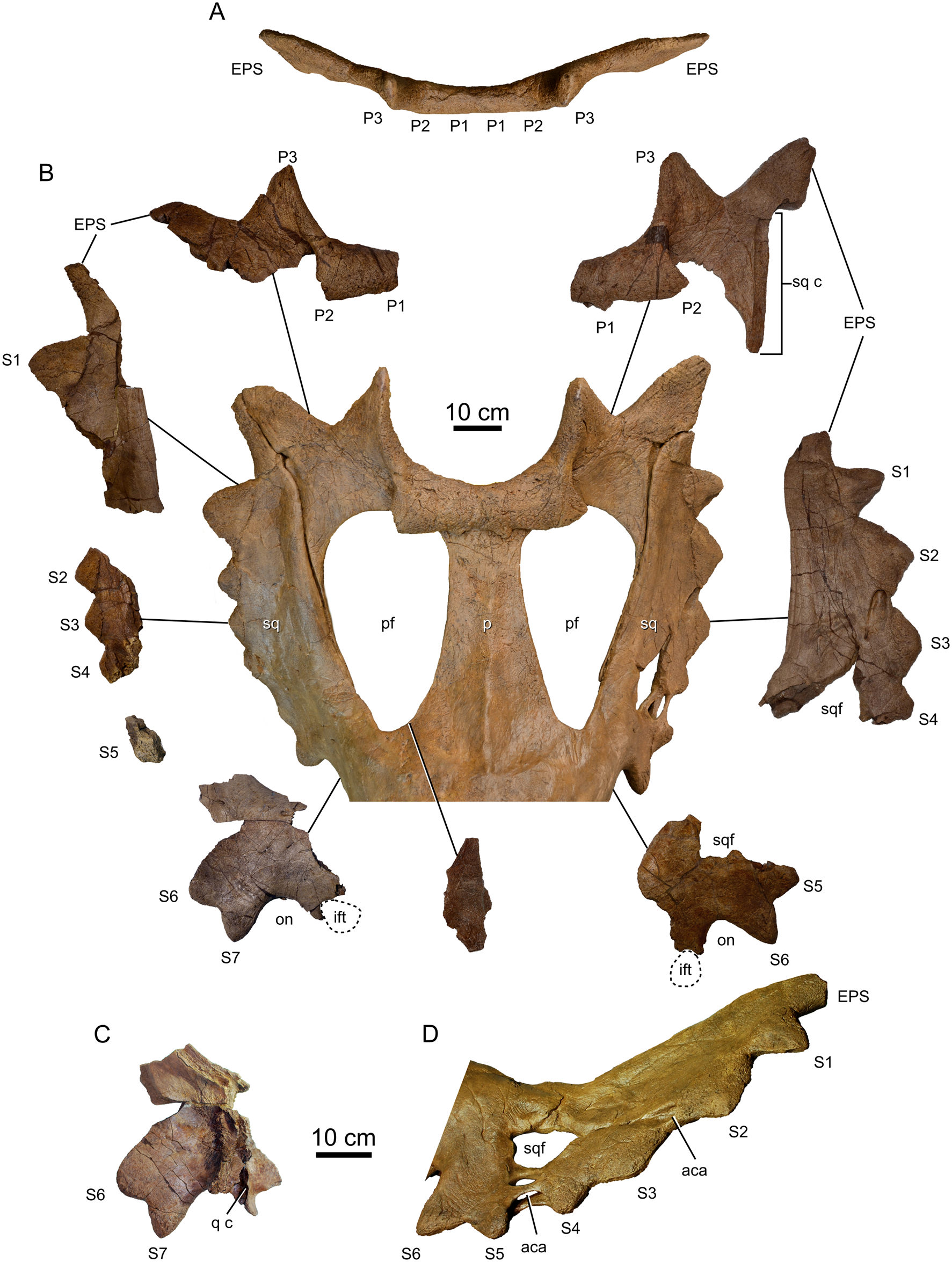
フリルおよびその要素

頭骨は修復された状態で167cmの長さである。吻部の骨（上の嘴の骨）は強く鉤状になっている。前上顎骨の後ろ側のせりあがっている部分は表面が非常に粗く、たくさんの深い小さな穴があいており、鼻骨と強く連結していたことを示している。前上顎骨の前側の落ち込みはそのような構造ではなく、分離した骨の鞘は1mmとかなり薄い。三角形の鼻角は166mmの長さである。 上顎骨には少なくとも28か所の歯群を収める隙間があり、それぞれに3-5層の歯が積み重なっていた。上眼窩角は、左が228cm、右が246cmの長さである。この強靭な構造は頭骨の正中線に対して外側に50度の角度で伸び、徐々に下向きにカーブしている。
スピクリペウスのフリルは、骨化した皮膚およびその縁を装飾する皮骨の独特のパターンによって特徴づけられる。 手前の縁鱗状骨は、フリルと頬の突起の間の頬骨のくぼみを形成し、長さは6～7cmである。縁鱗状骨はより後部になるにつれ徐々に広く低くなってくるが、最終的に再び長いものとなる。ケラトプス類の後頭骨は概して三対の縁後頭骨によって装飾されている。スピクリペウスにおいてそれらは非常に広い皮骨であり、フリルの縁のほぼ全てを覆ってホーンレットを形成し、基底部に癒合している。このホーンレットは開口部の後ろ（上）に達するほどまで手前にカールし、フリル中央の縁の広いへこみを成す。そのホーンレットは第一および第二縁後頭骨によって構成され、第一対は正中線近くに向かって伸び、第二対はこの外側に向かって伸びる。第三対の縁後頭骨はくぼみ周辺の棘状の構造と共に後ろに向かって尖る。現在のところホーンレットはいずれも巨大な皮骨であるとされる。

## 発見

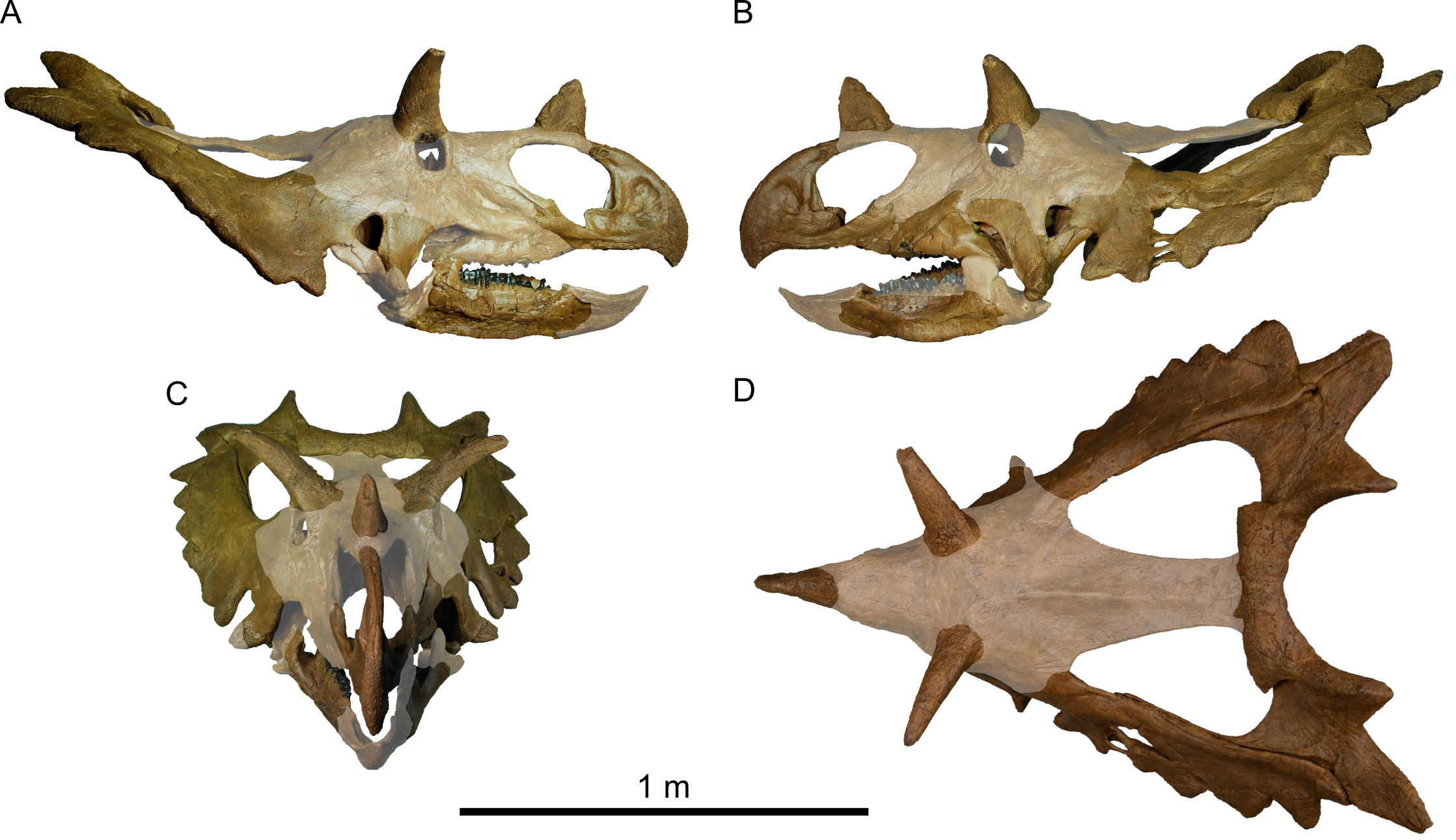
様々な角度から見た頭骨

2000年、核物理学者ビル・シップはモンタナ州ウィンフレッド町近くのパラダイスポイントで農場を購入した。そこに化石が眠っていると確信した彼は、地元のベテラン化石ハンターであるジョン・ギルパトリックを雇い、一緒に探検することにした。彼らの最初の旅は2005年9月のことだった。シップは自分の土地でのちにスピクリペウスと命名される化石を発見した。それは山腹から突き出た大腿骨であった。シップは化石を掘り起こすためにアマチュア古生物学者であるジョー・スモールを雇った。そして頭骨を内包した堆積物を移送するための道を開拓する費用として10万ドルを費やした。2007年、スモール率いるチームが全ての標本を回収し終えた。化石はサウスダコタ州の施設で補修された。ブラックヒルズ研究所のピーター・ラーソンが復元骨格を手がけた。その復元骨格には完全な頭骨に基づいたレプリカが使用され、未発見の部分はトリケラトプスを参考にして造られた。そしていくつかの博物館に納入された。現在、その標本はジュディスリバー累層にちなんで｢ジュディス｣と呼ばれている。2015年、古生物学者ジョーダン・マロンが科学的に記載論文を発表することを依頼された。標本は、シップが自腹を切った費用を考慮し、35万ドルでカナダ自然博物館に売却された。
スピクリペウスは今のところ S.シッポルム S. shipporum 一種だけで構成される属である。命名はマロン、オット、ラーソンらによって2016年に行われた。属名はラテン語で｢トゲ｣を意味するspicaと｢盾｣を意味する clypeusの組み合わせで｢トゲの盾｣という意味である。種小名は発見者であるビル・シップおよびその家族への献名である。
スピクリペウスは ホロタイプ CMN 57081 のみによって知られる。その標本はオンタリオ州オタワのカナダ自然博物館に収蔵されている。